# گمینا رادکوو (استان اشوی‌داشکسیه)
گمینا رادکوو (استان اشوی‌داشکسیه) (به لهستانی:  Gmina Radków) یک گمینا در لهستان است که در شهرستان وووشچووا واقع شده‌است. گمینا رادکوو ۸۶٫۳۲ کیلومتر مربع مساحت و ۲٬۶۶۸ نفر جمعیت دارد.